# Stazione di Berlino-Nord
La stazione di Berlino-Nord (in tedesco Berlin-Nordbahnhof), fino al 1950 Stettiner Bahnhof ("stazione di Stettino"), era una stazione ferroviaria terminale di Berlino.
Si trovava nel quartiere di Mitte; attualmente è in funzione come stazione sotterranea della S-Bahn.

## Storia

### I primi anni
La stazione fu inaugurata il 1º agosto 1842, con il nome di Stettiner Bahnhof, come capolinea della ferrovia per Stettino (Stettiner Bahn).
Il monumentale fabbricato viaggiatori fu inaugurato nel 1876.
Nel 1897 fu istituito, in partenza da questa stazione, il servizio suburbano (Vorortbahn) per Pankow, antesignano dell'attuale S-Bahn. I treni suburbani partivano da un marciapiede apposito, sul lato ovest, ed erano serviti da un apposito fabbricato, di ridotte dimensioni, detto Stettiner Vorortbahnhof.
Alla fine del XIX secolo, con la chiusura dell'allora Nordbahnhof, lo Stettiner Bahnhof divenne capolinea anche delle linee per Rostock e Stralsund (Nordbahn); si rese così necessario un ampliamento, realizzato nel 1903 con l'aggiunta di 3 nuove arcate sul lato orientale.
Nel 1936 fu inaugurato il Nord-Süd-Tunnel, un passante ferroviario sotterraneo dedicato alla S-Bahn. In tale occasione fu realizzata la stazione sotterranea Stettiner Bahnhof, e il vecchio capolinea suburbano "Vorortbahnhof" fu chiuso.

### Dopo la seconda guerra mondiale
Nel 1949, con la divisione della città in quattro settori, lo Stettiner Bahnhof si trovò nel settore sovietico. La stazione era accessibile solo attraversando l'allora distretto del Wedding, assegnato al settore francese. L'intera rete ferroviaria berlinese continuava però ad essere gestita unitariamente dalla Deutsche Reichsbahn, la compagnia ferroviaria statale d'anteguerra passata alla RDT.
Nel 1950, in seguito al riconoscimento da parte tedesco-orientale della linea Oder-Neiße, che prevedeva il passaggio della città di Stettino alla Polonia, la stazione assunse il nome di Nordbahnhof.
La stazione fu chiusa al traffico ferroviario il 18 maggio 1952, in seguito alla decisione delle autorità orientali di evitare il transito attraverso Berlino Ovest. I treni furono deviati sulla circonvallazione ferroviaria esterna (l'Außenring), con capolinea alle stazioni Ostbahnhof e Lichtenberg. Rimase in servizio la stazione della S-Bahn, ancora gestita come rete unitaria.
Il 13 agosto 1961, con l'improvvisa erezione del Muro di Berlino, fu chiusa anche la stazione della S-Bahn che divenne una delle cosiddette "stazioni fantasma" (Geisterbahnhof); i treni della S-Bahn nord-sud, aventi i capilinea nei settori occidentali, attraversavano il centro cittadino (appartenente al settore orientale) senza fermate.
Il grande fabbricato viaggiatori, ormai abbandonato, fu abbattuto nel 1962 per far posto ad un cementificio; parte dell'area dei binari, limitrofa al percorso del Muro, divenne "terra di nessuno", accessibile solo dalle pattuglie militari di confine.

### La stazione oggi
La stazione della S-Bahn fu riaperta nel 1990, pochi giorni prima della riunificazione.
Il cementificio costruito sull'area del fabbricato viaggiatori è stato abbattuto; al suo posto è stata realizzata una piazza, nella cui pavimentazione sono inserite, a mo' di monumento, lapidi che ricordano i nomi delle città del Baltico, già tedesche ed ora polacche.
La vasta area già occupata dai binari è stata in parte costruita con edifici per uffici (Stettiner Carré), in parte adibita ad area verde, e in parte è ancora abbandonata.

## Movimento
La stazione è servita dalle linee S1, S2, S25 e S26 della S-Bahn.

## Interscambi
La stazione è servita da alcune linee di tram e di autobus.
Nelle vicinanze si trova la stazione di Naturkundemuseum della metropolitana, in passato nota come "Stettiner Bahnhof", e poi "Nordbahnhof", a causa della sua vicinanza alla stazione ferroviaria.

### Esplicative
1. ↑  Nella stessa occasione fu ribattezzato anche lo Schlesischer Bahnhof, che divenne Ostbahnhof.
2. ↑  Esclusa la stazione di Friedrichstraße, che aveva la funzione di interscambio con la Stadtbahn in direzione ovest, e da cui era possibile - previo controllo doganale - uscire all'aperto.

### Bibliografiche
1. ↑  (DE) Mappa delle reti della metropolitana e della S-Bahn di Berlino (PDF), su images.vbb.de (archiviato dall'url originale il 29 giugno 2017).